# イリーナ・ロドニナ
イリーナ・コンスタンチーノヴナ・ロドニナ（ロシア語: Ирина Константиновна Роднина, ラテン文字転写: Irina Konstantinovna Rodnina, 1949年9月12日 - ）は、旧ソビエト連邦出身の女性フィギュアスケート選手（ペアスケーティング）。
1972年札幌オリンピック、1976年インスブルックオリンピック、1980年レークプラシッドオリンピックペア金メダリスト。
1969-1978年世界フィギュアスケート選手権ペアチャンピオンで、オリンピック3連覇と欧州選手権10連覇(11回優勝)及び 世界選手権10連覇を誇る史上最強の「ペアの女王」。
パートナーは夫でもあるアレクサンドル・ザイツェフ(1972年以降)とアレクセイ・ウラノフ(1964年から1972年まで)。統一ロシア党の下院議員。

## 人物
ロシア語読みでは「イリーナ・カンスタンチーナヴナ・ラドニーナ」が近い。
1975年4月にペアを組むアレクサンドル・ザイツェフと結婚。出産のために競技を1年間休み、1979年2月に長男を出産した。翌シーズンから競技に復帰した。
引退後ザイツェフと離婚、映画プロデュサーのレオニード・メコフスキーと再婚して長女を出産。その後コーチとして長くアメリカで活動した後帰国し、ロシア連邦下院議員に転じた。メコフスキーとの離婚後は独身。

## 経歴

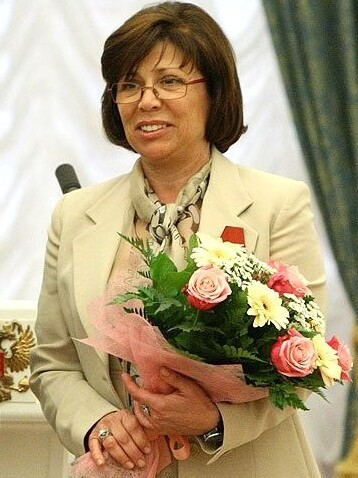
2010年

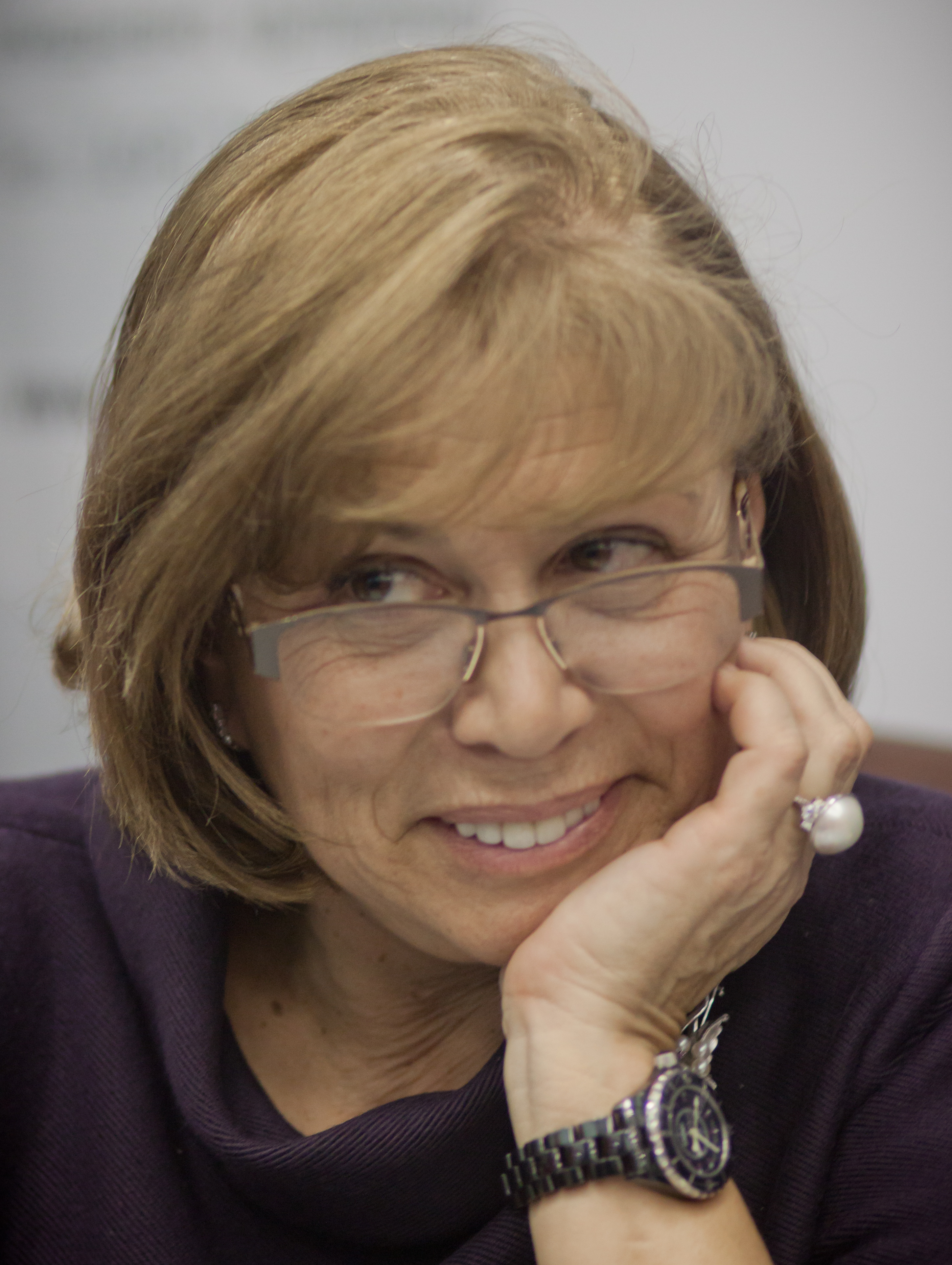
2013年

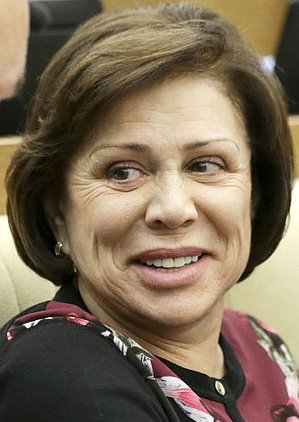
2018年

1964年からアレクセイ・ウラノフとペアを組む。1969-1972年世界フィギュアスケート選手権優勝。1972年札幌オリンピックで金メダルを獲得。
1971-1972年シーズン後、アレクセイ・ウラノフとのペアを解消。当時19歳のアレクサンドル・ザイツェフと組む。1973-1978年世界フィギュアスケート選手権優勝。1976年インスブルックオリンピックで2大会連続となる金メダルを獲得。1980年レークプラシッドオリンピックでペア史上初の3大会連続となる金メダルを獲得。
1979-1980年シーズン終了後に現役を引退。引退後はコーチとして活躍し、1995年世界フィギュアスケート選手権ペア優勝のラトカ・コヴァジーコヴァーとレネ・ノヴォトニーらを育てた。1989年世界フィギュアスケート殿堂入り。2014年ソチオリンピックの聖火リレーにおける最終聖火ランナーをつとめた。

## 主な戦績
- 71-72まではアレクセイ・ウラノフとのペア。
- 72-73以降はアレクサンドル・ザイツェフとのペア。

| 大会/年        | 67-68 | 68-69 | 69-70 | 70-71 | 71-72 | 72-73 | 73-74 | 74-75 | 75-76 | 76-77 | 77-78 | 78-79 | 79-80 |
| -------------- | ----- | ----- | ----- | ----- | ----- | ----- | ----- | ----- | ----- | ----- | ----- | ----- | ----- |
| オリンピック   |       |       |       |       | 1     |       |       |       | 1     |       |       |       | 1     |
| 世界選手権     |       | 1     | 1     | 1     | 1     | 1     | 1     | 1     | 1     | 1     | 1     |       |       |
| 欧州選手権     |       | 1     | 1     | 1     | 1     | 1     | 1     | 1     | 1     | 1     | 1     |       | 1     |
| ソビエト選手権 | 3     | 3     | 1     | 1     |       | 1     | 1     | 1     |       | 1     |       |       |       |
| モスクワ国際   | 1     | 2     | 1     |       |       |       |       |       |       |       | 1     |       |       |